# Pierre Boncquet
Pierre Boncquet (né à Kachtem le 28 avril 1850 et mort à Paris, 5e arrondissement, le 6 février 1884) est un sculpteur belge.

## Biographie

### Famille et formation
Pierre (Petrus Joannes) Boncquet, né à Kachtem, en Flandre occidentale, le 28 avril 1850, est le fils aîné d'une famille modeste de neuf enfants. Son père, Joannes Boncquet (1812-1879), est tisserand de lin, et sa mère, Coleta Haesebrouck (1821-1885), fileuse. Son frère cadet, Henri Boncquet (1868-1908) deviendra également sculpteur. Grâce à des mécènes locaux, dont le curé d'Ardoye il a la possibilité de suivre des cours à l'Académie des Beaux-Arts de Roulers. 
Il travaille également un temps dans l'atelier de sculpture de Clément Carbon où était fabriqué du mobilier d'église. Pierre Boncquet étudie ensuite à l'Académie royale des beaux-arts d'Anvers. Il y rencontre, notamment, Edouard De Jans, qui peint un portrait de lui (maintenant en mains privées). En 1871, l'administration communale d'Ardoye le soutient financièrement en lui accordant une allocation annuelle de 200 francs pour une durée de six ans. En mai 1876, à l'issue de sa formation académique, Pierre Boncquet obtient le prix d'excellence en statuaire, les premiers prix de composition d'histoire et de modelage d'après nature, d'anatomie du squelette, d'anatomie des muscles, quatre cours dispensés par Joseph Geefs, ainsi que deux autres premiers prix d'esthétique et littérature générale et de costumes et antiquités

### Début de carrière
En 1877, Pierre Boncquet participe au concours pour le Prix de Rome belge. Lors de l'épreuve préparatoire, il obtient la sixième  place, ex aequo avec Julien Dillens, rang qui lui permet de participer à l'épreuve finale. Cette année-là, pour la première fois, la commande n'est pas un bas-relief, mais une statue ayant pour thème « Un chef gaulois, prisonnier de guerre des Romains ». Le premier prix échoit à Julien Dillens. Pierre Boncquet, ne reçoit aucune récompense. En 1882, il participe au concours organisé par la ville de Bruges pour réaliser une statue de Jan Breydel et Pieter de Coninck sur la Grand-Place. Il obtient la troisième place et reçoit pour cela une prime de 3 000 francs. Le gagnant étant Paul De Vigne.

### Établissement et mort à Paris
À partir de 1882, dans l'espoir de conquérir la renommée, il s'installe à Paris et travaille à la Maison Raffl, était une entreprise de négoce de statues religieuses et de mobilier d'église dont une boutique était installée au 64, rue Bonaparte dans le sixième arrondissement de Paris.

Dans une lettre adressée le 8 juin 1882 au bourgmestre d'Ardoye, Pierre Boncquet décrit ses débuts à Paris : 

« Je vais très bien ici à Paris. J'ai trouvé du travail dans l'atelier de deux Brugeois [Auguste Verrebout et son frère Adolphe] qui se sont établis ici et travaillent avec 200 ouvriers. Dans leurs ateliers, ils font des statues en marbre, pierre, bois, plâtre, papier et terre cuite. On y trouve des sculpteurs, peintres, ornementalistes, ébénistes, menuisiers, et toutes sortes d'autres ouvriers, qu'il est presque impossible de gérer tous. D'où vient tout ce travail, je ne sais pas. Chaque jour, plus de quinze statues quittent l'atelier, sans compter les autres œuvres. »

Cependant, le 6 février 1884, Pierre Boncquet meurt, dans le 5e arrondissement de Paris, rue Lacépède, no 1, d'une pneumonie, à l'âge de 33 ans,.

## Œuvres
Liste de ses œuvres en Belgique :
- Monument Breydel et De Coninck, 1882, bois et plâtre, commune d'Ardoye.
- Buste de Pieter De Coninck, 1882, plâtre, commune d'Ardoye.
- Adriaan Willaert, 1880, plâtre, commune de Roulers.
- Arnout Van Geluwe, plâtre, quatre exemplaires, en mains privées.
- Sainte Barbe, plâtre, caserne de pompiers d'Ardoye.
- Crucifix, 1879, bois, église Saint-Martin d'Ardoye.
- Notre-Dame, retable en bois polychrome, église Saint-Martin d'Ardoye (transformé en 1949).
- Saint Pierre, bois et pierre, église Saint-Jean-Baptiste-au-Béguinage, Bruxelles.
- Paul de Tarse, bois et pierre, église Saint-Jean-Baptiste-au-Béguinage, Bruxelles.